# Dharug-Nationalpark

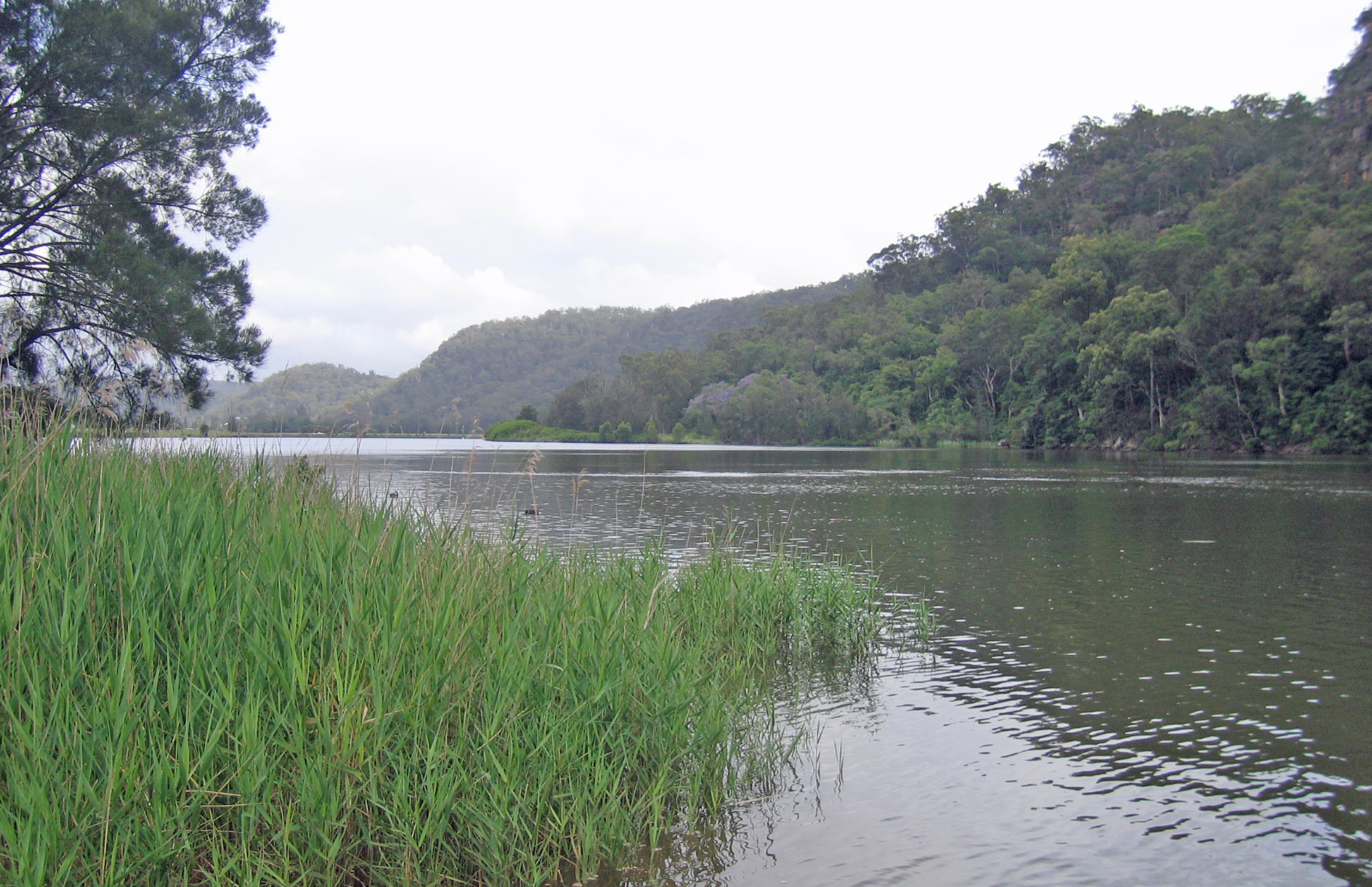
Hawkesbury River bei Wisman's Ferry bis zum Ufer der Settlers Road

Der Dharug-Nationalpark ist ein Nationalpark im Osten des australischen Bundesstaates New South Wales, 58 Kilometer nördlich von Sydney. Er liegt nördlich des Unterlaufs des Hawkesbury River. Im Westen wird er vom Macdonald River begrenzt, im Nordwesten von Wights Creek, einem Nebenfluss des Macdonald River, und im Nordosten und Osten von Mangrove Creek, einem Nebenfluss des Hawkesbury River.
Der Park wurde nach den Dharug, einem örtlichen Aboriginesstamm, benannt. In der Wildnis der Sandsteinberge findet man zahlreiche unterschiedliche Lebensräume, z. B. Blue-Gum-Eukalyptuswälder, Bergwälder, Sümpfe, Heideland und Regenwald.
Im Park kann man viele Vogelarten wie zum Beispiel Kakadus sowie Wombats, Schlangen und andere Tiere beobachten.